# Eldorado (documental)
Eldorado es una película documental de 2018 de Markus Imhoof, en la que el director suizo combina experiencias de su infancia con cuestiones de humanidad y responsabilidad social en relación con el fenómeno global de la huida y la migración.
La película se proyectó fuera de competición en la 68 . se estrenó en la Berlinale y se estrenó el 8 de marzo de 2018 en la Suiza de habla alemana y el 26 de abril en los cines alemanes. En la Suiza francófona, la película se proyectó el 9 de mayo de 2018.

## Argumento
El director Imhoof vincula sus propios recuerdos de vuelo de la infancia con historias de escape actuales. Todavía era un niño cuando su familia acogió a la “niña de la Cruz Roja” italiana Giovanna al final de la Segunda Guerra Mundial. Debido a la situación legal en Suiza en ese momento, pronto será expulsado nuevamente. Los dos niños se mantuvieron en contacto en una animada correspondencia hasta que la niña murió de emaciación en Italia a la edad de 14 años.
Las cartas, fotografías y diálogos imaginarios con Giovanna se entrelazan con escenas contemporáneas en el Mediterráneo y en Suiza.
Basándose en destinos individuales específicos, Imhoof revela los antecedentes y las estructuras de la crisis migratoria y aclara cómo se relacionan con el flujo global de capital y bienes: muestra a un agricultor de Senegal que se fue voluntariamente con un bono de retorno de 3000 francos suizos y dos vacas lecheras en su tierra natal compran para ganarse la vida. Pero no puede vender su leche allí porque la UE está subvencionando las exportaciones de leche de Europa a África, destruyendo así los precios locales.
Rahel de Eritrea termina en prisión mientras huye a Libia, donde se ve obligada a prostituirse y se le permite trabajar como auxiliar de enfermería en Suiza hasta que es deportada. Jean Quartarolo de la Organización Internacional para las Migraciones explica que la deportación es posible porque lo que ocurre en la fuga no cuenta como motivo de asilo.

## Recepción
A principios de agosto de 2018, Swiss Films anunció en el Festival de Locarno que la película se presentaría a los Óscar de 2019 como la representa suiza en la categoría de Mejor Película en Lengua Extranjera, pero no fue nominada.